# Правительство Николаса Грюницкого (1966)
 Правительство Николаса Грюницкого в Того (1963) (фр.  Gouvernement de Nicolas Grunitzky(1963), 7 января 1966 года — ?) — третье из правительств Того периода правления президента Николаса Грюницкого.

## Состав правительства
Правительство было сформировано 7 января 1966 года. В ходе формирования кабинета министерство общественного здравоохранения было объединено с министерством юстиции, а функции министра информации переданы президенту республики.
| Порядок | Должность | Имя                                             | Назначение         | Отставка |
| ------- | --- | ----------------------------------------------- | ------------------ | -------- |
| 1.      | Президент Республики, министр национальной обороны Président de la République, Ministre de la Défense nationale                                                                   | Николас Грюницкий Nicolas Grunitzky             | 7 января 1966 года |          |
| 2.      | Вице-президент Республики, министр финансов и экономики Vice-président de la République, Ministre des finances et de l’Economie                                                   | Антуан Меачи Antoine Meatchi                    | 7 января 1966 года |          |
| 3.      | Министр юстиции Garde des Sceaux, Ministre de la Justice | Андре Кювиджен André Kuévidjen                  | 7 января 1966 года |          |
| 4.      | Министр иностранных дел Ministre des Affaires étrangères | Жорж Апедо-Ама Georges Apedo-Amah               | 7 января 1966 года |          |
| 5.      | Министр внутренних дел Ministre de l’Intérieur | Фуссени Мама Fousséni Mama                      | 7 января 1966 года |          |
| 6.      | Министр общественных работ, полезных ископаемых, транспорта, почты и телекоммуникаций Ministre des Travaux Publics, des mines, des Transports et des Postes et Télécommunications | Самуэль Акуребуру Samuel Aquéréburu             | 7 января 1966 года |          |
| 7.      | Министр по делам государственной службы, труда и социальных проблем Ministre de la Fonction publique, du Travail et des Affaires sociales                                         | Пьер Адоссала Pierre Adossala                   | 7 января 1966 года |          |
| 8.      | Министр торговли, промышленности и туризма Ministre du Commerce, de l’Industrie et du Tourisme                                                                                    | Жан Агбеменан Jean Agbémégnan                   | 7 января 1966 года |          |
| 9.      | Министр сельской экономики Ministre de l’Economie rurale | Леонар Багуильма Ивасса Léonard Baguilma Ywassa | 7 января 1966 года |          |
| 10.     | Министр национального образования Ministre de l’Education nationale | Бенуа Малу Salomon Atayi                        | 7 января 1966 года |          |